# Kvaløysletta
Kvaløysletta is een plaats in de Noorse gemeente Tromsø in de  provincie Troms. De plaats ligt op het eiland Kvaløya en is feitelijk een buitenwijk van de stad Tromsø. Vanaf Kvaløysletta loopt de Sandnessundbrug die de verbinding vormt met Tromsøya, het eiland waarop het grootste deel van de stad Tromsø ligt. 